# Capys penningtoni
Pennington's Protea (Capys penningtoni) là một loài bướm ngày thuộc họ Lycaenidae. Nó là loài đặc hữu của Nam Phi, ở đó nó is restricted to KwaZulu-Natal Drakensberg foothills.
Sải cánh dài 32–40 mm đối với con đực and 34–47 mm đối với con cái. Con trưởng thành bay từ giữa tháng 9 đến đầu tháng 11. Có một lứa một năm.
Ấu trùng ăn the flower buds of Protea caffra.